# Gruffydd ap Rhys
För andra betydelser, se Gruffydd ap Rhys (olika betydelser).
För Rhys ap Gruffydd, känd som Lord Rhys (1132–1197), se Rhys ap Gruffydd
Gruffydd ap Rhys (död 1137) var en walesisk furste. Han styrde över en del av Deheubarth, Wales.

## Tidigt liv
Efter fadern Rhys ap Tewdwrs död år 1093, erövrades Deheubarth av normanderna under Normandernas invasion av Wales och Gruffydd tillbringade stora delar av sina första år i exil i Irland. 
Han återvände omkring år 1113, och efter flera års vandrande från plats till plats lyckades han samla tillräckligt många män för att med viss framgång attackera flera normandiska borgar och städer år 1116. Han besegrades under en attack av Aberystwyth och hans armé upplöstes. 
Gruffydd kom överens med kung Henrik I av England och tilläts styra över en del av sin fars rike, Cantref Mawr, även om han snart angreps av normander och tvingades fly till Irland under en period år 1127.

## Uppror
År 1136 gick Gruffydd samman med Owain Gwynedd och Cadwaladr, söner till Gruffydd ap Cynan av Gwynedd, i ett uppror mot det normandiska styret. Under den tid han var borta så samlade hans hustru Gwenllian ferch Gruffydd en armé och attackerade den normandiska borgen Kidwelly, men besegrades och dödades. 
Gruffydd, Owain och Cadwaladr vann en förkrossande seger över normanderna i Crug Mawr nära Cardigan samma år.

## Död och efterträdare
År 1137 Gruffydd lyckades även i Dyfed, men dog kort därefter under oklara omständigheter. 
Gruffydd hade fyra söner tillsammans med Gwenllian ferch Gruffydd, Maredudd, Rhys, Morgan och Maelgwn. Han hade även två söner från ett tidigare äktenskap, Anarawd och Cadell, och åtminstone två döttrar, Gwladus och Nest. Han efterträddes av sin äldste son, bland hans andra söner, styrde Cadell, Maredydd och Rhys (senare känd som Lord Rhys) alla Deheubarth efter varandra.